# Museo de Arquitectura y Diseño
El Museo de Arquitectura y Diseño (MARQ) es un museo dedicado a la arquitectura y el diseño que forma parte de la Sociedad Central de Arquitectos (SCA) y constituye el primer y único Museo de Arquitectura y Diseño de Argentina. Se ubica en la ex torre de agua del complejo ferroviario de Retiro.

## Arquitectura
Ubicado sobre un predio de 1500 m², cuenta con una superficie cubierta de 400 m² distribuidos en cinco plantas –planta baja, tres niveles elevados y un subsuelo. Cada nivel, de aproximadamente 80 m²,Con un revestimiento exterior de  ladrillo a la vista, con una estructura interior metálica, columnas y vigas de acero, donde los entrepisos compuestos por perfiles de acero con bovedillas y bases  de hormigón armado.Se puede apreciar la riqueza artesanal y lenguaje clásico (uso de pilastras, arcos rebajados y adovelados, arcos medio punto, cornisas y basamento de piedra parís).A su vez posee un tratamiento estilístico donde el volumen compacto jerarquiza la presencia del tanque, donde al principio estaba en un conjunto de edificios ferroviarios, hoy en día inexistentes.
El museo encuentra acondicionado para el montaje de exposiciones y para la realización de proyecciones, actividades y reuniones. El terreno circundante al edificio se ha previsto también como espacio de exposición al aire libre y para el montaje de anexos transitorios cubiertos o semicubiertos. Se encuentra en construcción un nuevo pabellón anexo de 200m2, donación de la empresa Ternium-Techint, que contará con un importante salón de usos múltiples, baños, depósitos y cafetería con expansión al jardín. El objetivo principal del MARQ. es difundir en la comunidad la importancia y el valor social de la Arquitectura y el Diseño. Sus muestras temporarias convocan a numeroso público. En el jardín funciona un carro de comida y una cafetería.

## El MARQ hoy
A principios de 2019 la Sociedad Central de Arquitectos (SCA) anuncia el nombramiento de Victoria Baeza como Directora Ejecutiva del Museo de Arquitectura y Diseño (MARQ). La arquitecta por la Universidad de Buenos Aires, con una Maestría en Historia y crítica de la Arquitectura, el Diseño y el Urbanismo (FADU UBA), llevará adelante la elaboración e implementación de un ambicioso programa que tiene por objetivo principal insertar al MARQ en el circuito nacional de museos, donde destaca por ser el único dedicado a la arquitectura y diseño en nuestro país. También estará a cargo de las relaciones institucionales, generando alianzas con Organizaciones Públicas y Privadas a nivel nacional, regional e internacional.
“El nombramiento de Victoria Baeza abrirá el camino a una nueva etapa en el Museo, que favorecerá la difusión y la proyección de la arquitectura y el diseño que se realiza en el país. No dudamos en que pondrá toda su visión creativa, habilidad y experiencia para alcanzar los nuevos desafíos que afrontará el Museo en este nuevo año”, afirma el Arq. Eduardo Bekinschtein, Presidente de la SCA.
Con este nombramiento el MARQ fortalece la estructura del Museo de cara a una nueva etapa. Innovadoras experiencias museológicas así como propuestas de curaduría estratégicamente desarrollados para dar un espacio institucional en la escena cultural a la arquitectura y el diseño producido en nuestro país formarán parte de la nueva programación a ser anunciada.
“Estoy realmente feliz con este nuevo desafío. Mi interés siempre ha estado cifrado en comunicar el valor social de la arquitectura y en generar acciones concretas que acerquen la disciplina con el colectivo profesional y con la sociedad. Todos habitamos arquitectura y ciudad y nos vinculamos cotidianamente con el diseño por eso estoy agradecida con esta posibilidad de hacer del MARQ un espacio abierto y plural, preparado para la experiencia cultural actual. Hoy el MARQ es un museo sin colección propia, así que potenciaremos las exposiciones temporales y sumaremos actividades de formación y divulgación, cine, tienda, librería y café. Convertiremos al MARQ en una usina de ideas para todo el país, será una plataforma que promueva la construcción de diálogos entre la producción de arquitectura y hacer ciudad, el rol de la arquitectura y el diseño y su proyección en la sociedad. Queremos aprovechar su enclave urbano estratégico para darle visibilidad, identidad y posicionamiento. ” destaca la arquitecta.
La arquitecta ha sido Directora de contenidos de medios de arquitectura y construcción por más de 20 años. Fue Profesora Adjunta de Historia de la Arquitectura y Urbanismo en FADU-UBA. Posee una intensa vocación por la historia urbana y la arquitectura, considerando a la ciudad, como una plataforma poderosa para acciones de comunicación.

## Galería

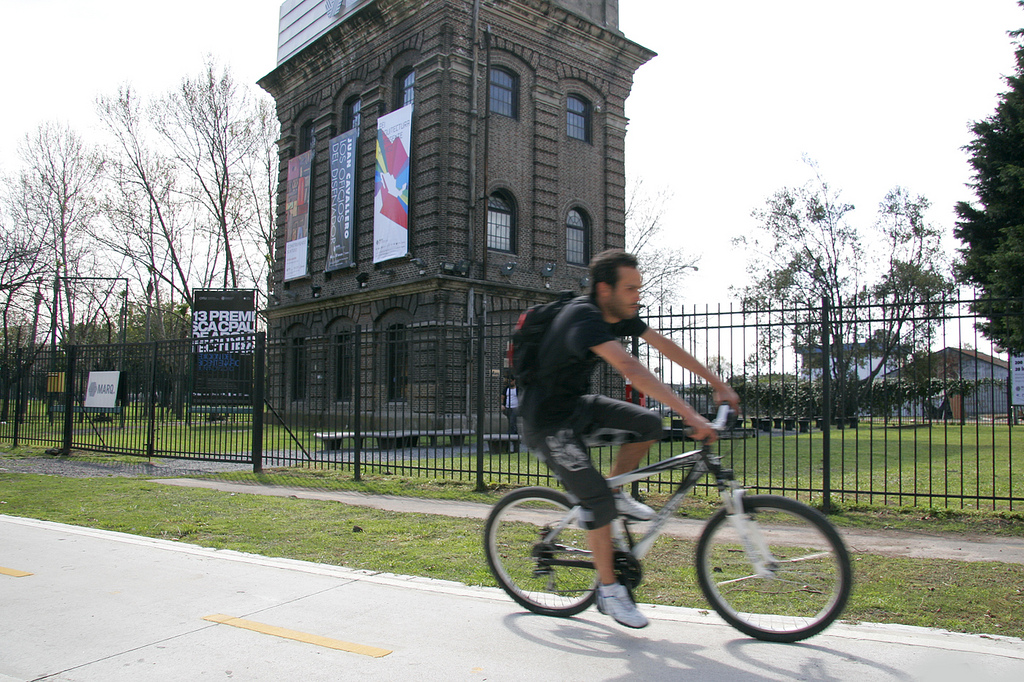
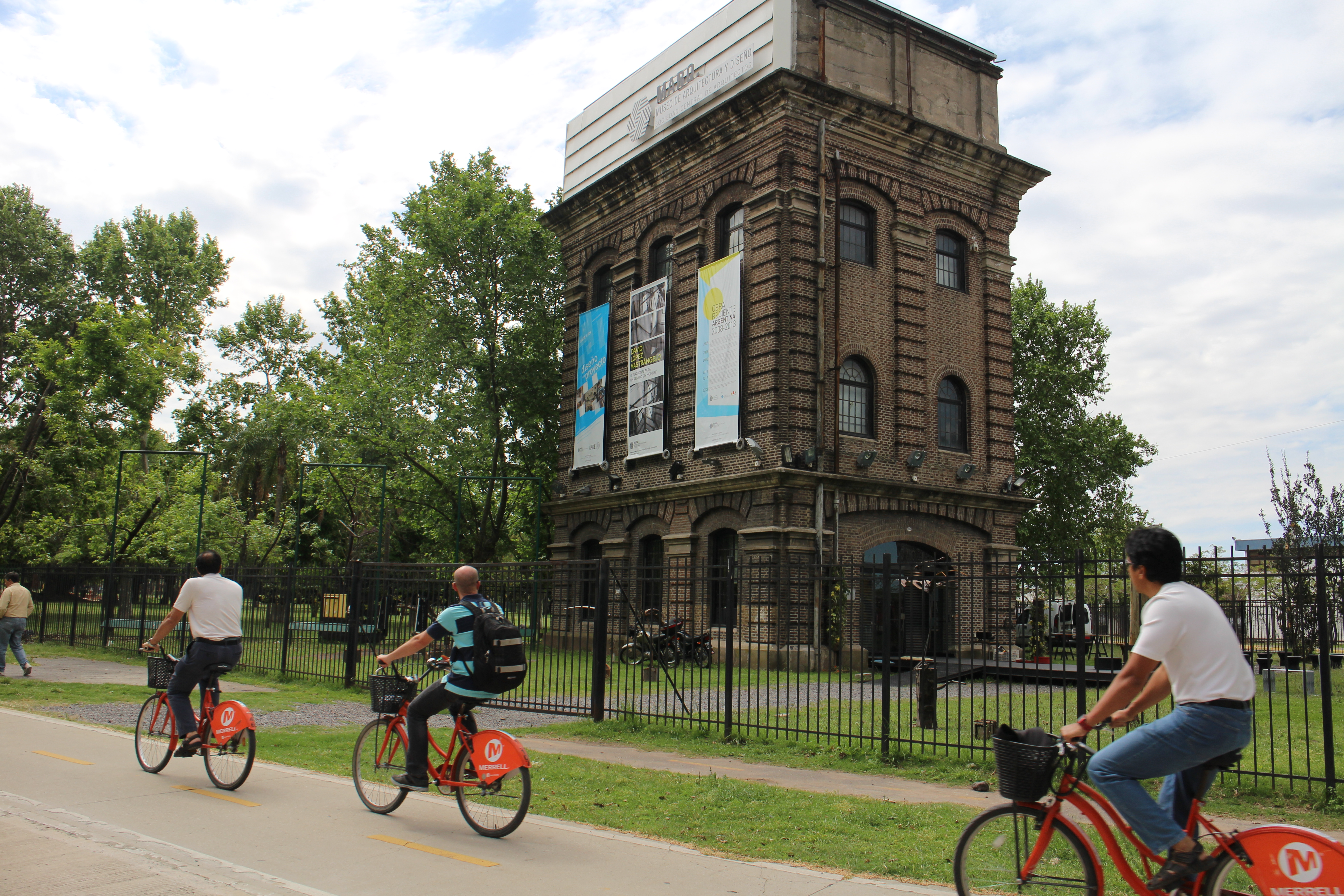
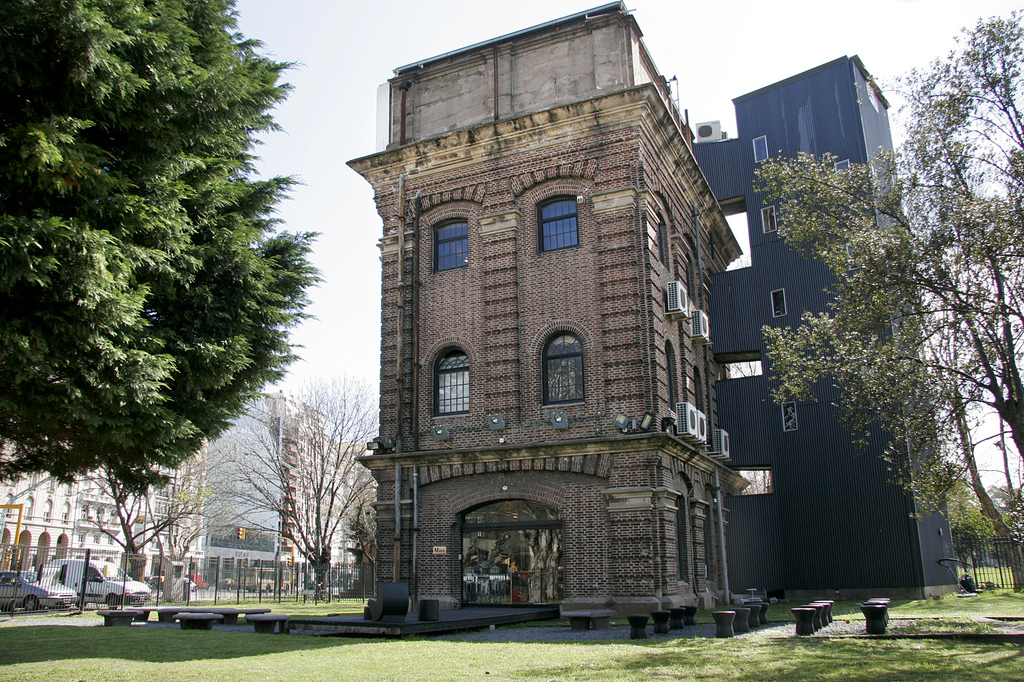